# Teràpia hormonal substitutiva
La teràpia hormonal substitutiva (THS), també coneguda com a teràpia hormonal de la menopausa o teràpia hormonal postmenopàusica, és una forma de teràpia hormonal que s'utilitza per tractar els símptomes associats a la menopausa. Aquests símptomes poden incloure fogots, atròfia i sequedat vaginals, envelliment accelerat de la pell, disminució de la massa muscular, disfunció sexual i pèrdua òssia. Estan en gran part relacionats amb els nivells disminuïts que es produeixen durant la menopausa de les hormones sexuals.
Els principals medicaments hormonals que s'utilitzen en la THS per als símptomes de la menopausa són els estrògens i els progestàgens, entre els quals la progesterona és l'hormona sexual femenina més important de naturalesa i també un medicament fabricat que s'utilitza en la teràpia hormonal de la menopausa. Tot i que tots dos poden tenir beneficis simptomàtics, el progestagen s'afegeix específicament als règims d'estrògens quan l'úter encara és present. La teràpia d'estrògens sense oposició afavoreix l'engruiximent de l'endometri i pot augmentar el risc de càncer, mentre que el progestagen redueix aquest risc. De vegades també s'utilitzen andrògens com la testosterona. La THS està disponible a través de diverses rutes.
Els resultats de la Women Health Initiative (WHI) suggereixen riscos i beneficis potencials en diferents sistemes d'òrgans. Tanmateix, el seguiment a llarg termini dels participants de la WHI no ha trobat diferències en la taxa de mortalitat per causa total, cardiovascular o per càncer amb THS. Estudis posteriors van suggerir que el risc pot variar segons la via d'administració. La substitució hormonal "bioidentica": un desenvolupament al segle XXI que utilitza compostos fabricats que tenen "exactament la mateixa estructura química i molecular que les hormones que es produeixen al cos humà", i es basen principalment en esteroides de plantes - té una investigació clínica inadequada per determinar-ne l'eficàcia i la seguretat (2017).
Les indicacions actuals d'ús de la FDA (Food and Drug Administration) dels Estats Units inclouen el tractament a curt termini dels símptomes de la menopausa, com ara els fogots o l'atròfia vaginal, i la prevenció de l'osteoporosi.